# Franziska Böhler

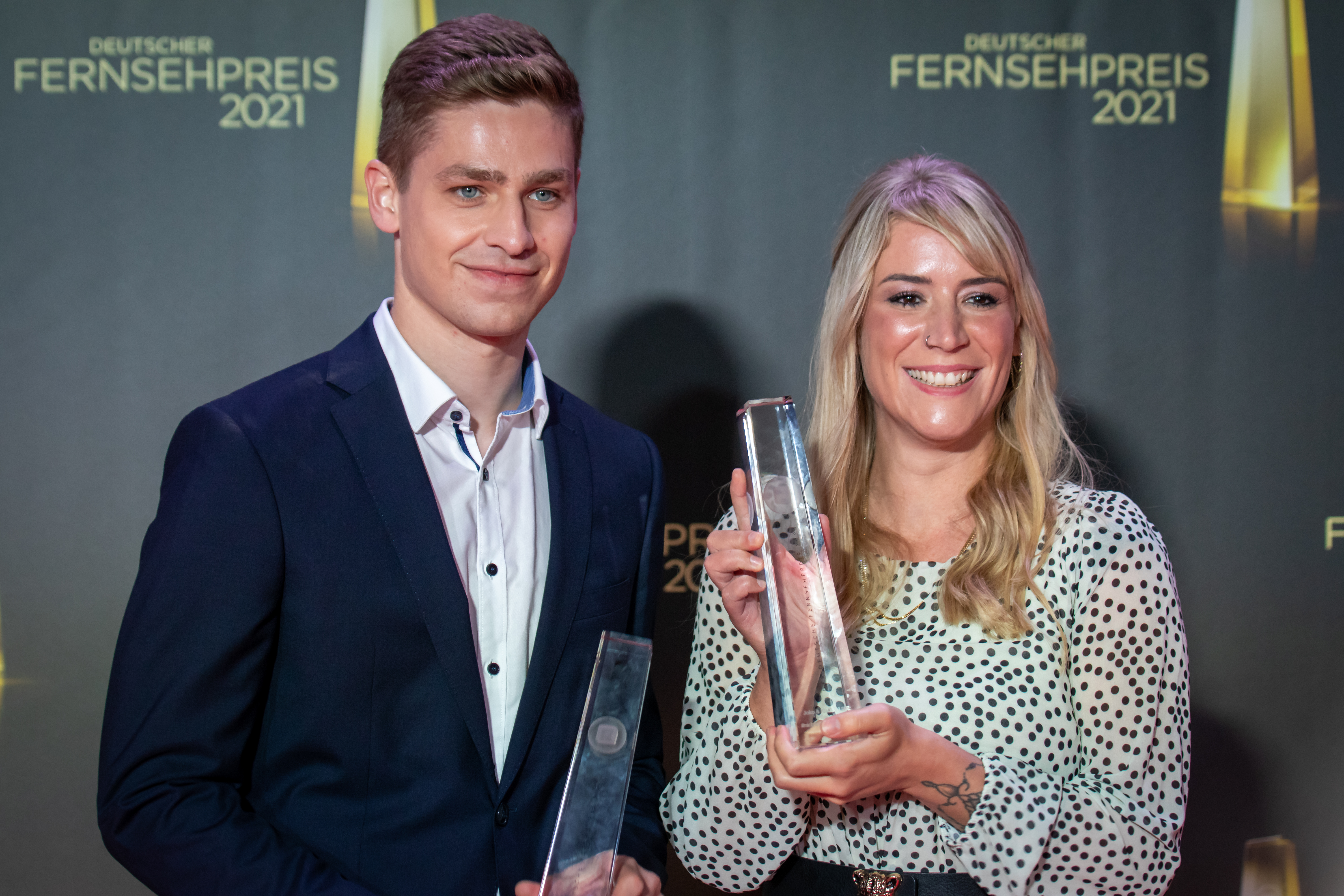
Franziska Böhler zusammen mit Alexander Jorde bei der Verleihung des Deutschen Fernsehpreises 2021 in Köln

Franziska Böhler (* 1988) ist eine deutsche Gesundheits- und Krankenpflegerin und Buchautorin. Für ihre publizistische Arbeit wurde sie mehrfach ausgezeichnet.

## Leben und Wirken
Böhler, die sich selbst als Krankenschwester bezeichnet, arbeitet seit 2007 auf einer Intensivstation in der Nähe von Frankfurt am Main. Im Mai 2020 wechselte sie von der Intensiv- auf eine anästhesiologische Station. Als @thefabulousfranzi hatte die Mutter von zwei Kindern zeitweilig über 200.000 Follower auf Instagram, wo sie regelmäßig aus dem Klinikalltag berichtete und auf den Pflegenotstand aufmerksam machte.

## Publikationen (Auswahl)
- mit Jarka Kubsova: I’m a nurse. Warum ich meinen Beruf als Krankenschwester liebe – trotz allem. Heyne Verlag, München 2020, ISBN 978-3-453-60560-2.
- mit Marie-Sophie Müller: I still care. Heyne Verlag, München 2024, ISBN 978-3-453-60676-0.